# AFC Săgeata Năvodari
Asociația Fotbal Club Săgeata Năvodari byl rumunský fotbalový klub sídlící ve městě Năvodari. Klub byl založen v roce 2010 po přesunutí A-mužstva klubu AS Săgeata Stejaru do města Năvodari. V roce 2015 byl klub vyloučen ze druhé ligy a následně rozpuštěn.
Své domácí zápasy klub odehrával na stadionu Petromidia s kapacitou 5 000 diváků.

## Umístění v jednotlivých sezonách
Legenda: Z - zápasy, V - výhry, R - remízy, P - porážky, VG - vstřelené góly, OG - obdržené góly, +/- - rozdíl skóre, B - body, červené podbarvení - sestup, zelené podbarvení - postup, světle fialové podbarvení - přesun do jiné soutěže
| Sezóny  | Liga              | Úroveň | Z                                                           | V                                                           | R                                                           | P                                                           | VG                                                          | OG                                                          | B                                                           | +/-                                                         | Pozice |
| ------- | ----------------- | ------ | ----------------------------------------------------------- | ----------------------------------------------------------- | ----------------------------------------------------------- | ----------------------------------------------------------- | ----------------------------------------------------------- | ----------------------------------------------------------- | ----------------------------------------------------------- | ----------------------------------------------------------- | ------ |
| 2010/11 | Liga II - Seria I | 2      | 30                                                          | 18                                                          | 4                                                           | 8                                                           | 49                                                          | 27                                                          | +22                                                         | 58                                                          | 3.     |
| 2011/12 | Liga II - Seria I | 2      | 30                                                          | 14                                                          | 7                                                           | 9                                                           | 47                                                          | 33                                                          | +14                                                         | 49                                                          | 4.     |
| 2012/13 | Liga II - Seria I | 2      | 24                                                          | 17                                                          | 2                                                           | 5                                                           | 47                                                          | 19                                                          | +28                                                         | 53                                                          | 2.     |
| 2013/14 | Liga I            | 1      | 34                                                          | 10                                                          | 8                                                           | 16                                                          | 32                                                          | 54                                                          | -22                                                         | 38                                                          | 17.    |
| 2014/15 | Liga II - Seria I | 2      | Klub byl vyloučen v průběhu sezóny, výsledky byly anulovány | Klub byl vyloučen v průběhu sezóny, výsledky byly anulovány | Klub byl vyloučen v průběhu sezóny, výsledky byly anulovány | Klub byl vyloučen v průběhu sezóny, výsledky byly anulovány | Klub byl vyloučen v průběhu sezóny, výsledky byly anulovány | Klub byl vyloučen v průběhu sezóny, výsledky byly anulovány | Klub byl vyloučen v průběhu sezóny, výsledky byly anulovány | Klub byl vyloučen v průběhu sezóny, výsledky byly anulovány | 16.    |